# 孙优贤
孙优贤（1940年12月—），男，浙江诸暨人，中国工业自动化专家，浙江大学信息科学与工程学院教授，浙江大学工业控制研究所所长。

## 生平
1964年毕业于浙江大学化学工程学系；1964年起先后在浙大化学工程学系、控制科学和工程学系任教。1988年晋升为教授，1991年成为博士生导师。1995年当选中国工程院院士。

## 社会兼职
- 工业自动化国家工程研究中心主任
- 中国自动化学会理事长
- 中国仪器仪表行业协会副理事长
- 中国化工学会自动化委员会主任
- 浙江省自动化学会理事长
- 国际自动控制联合会（IFAC）制浆造纸委员会副主席